# Теорема Ауманна о согласии
Теорема Ауманна о согласии в неформальном изложении утверждает, что двое людей, действующих рационально (в некотором узком, точно определенном смысле) и  знающих об убеждениях друг друга, не могут согласиться не соглашаться.  В более конкретной формулировке данная теорема заявляет, что если два человека являются истинными байесовцами (т.е. приверженцами байесовского подхода к теории вероятностей), имеют совпадающие оценки априорных вероятностей для событий и имеют общее знание об оценках апостериорных вероятностей друг друга, то их оценки апостериорных вероятностей должны совпадать.
Возникает вопрос, может ли подобное соглашение быть достигнутым за разумное время и, с математической точки зрения, может ли это быть сделано эффективно. Как бы то ни было, Скоттом Ааронсоном было показано, что это действительно так.
Конечно, исходная посылка о совпадающих множествах априорных вероятностей является довольно сильным утверждением и может быть неприменима на практике. Тем не менее, Робин Хансон представил доказательство, что байесовцы, пришедшие к согласию о природе процессов, приводящих к их оценкам для априорных вероятностей, должны, если они придерживаются некоторого «дорационального условия», иметь совпадающие оценки для априорных вероятностей.

## Внешние ссылки
- Aumann's agreement theorem на LessWrong wiki

- Теорема Ауманна о согласии, ч.2: доказательство, обобщения и интерпретации